# Língua kanasi
Kanasi (ou Sona) é a mais oriental dentre as línguas papuas da Nova Guiné.

## Escrita
O alfabeto latino usado pela línguas Kanasi apresenta somente217 letras (Aa, Bb, Dd, Ee, Gg, Ii, Kk, Ll, Mm, Nn, Oo, Pp, Rr, Ss, Tt, Uu, Ww).